# Conjecture de Selberg sur la fonction zêta
En mathématiques, la conjecture de Selberg, du nom d'Atle Selberg, est un théorème sur la densité de zéros de la fonction zêta de Riemann ζ(1/2 + it). On sait que la fonction a une infinité de zéros sur cette ligne dans le plan complexe : le problème est de connaître leur répartition. Les résultats sur cela peuvent être formulés en fonction de N(T), la fonction de comptage des zéros sur la droite avec 0 ≤ t ≤ T.

## Enoncé
En 1942, Atle Selberg étudie la deuxième conjecture de Hardy–Littlewood sur la fonction zêta; et il prouve que pour tout {\displaystyle \varepsilon >0}, il existe {\displaystyle T_{0}=T_{0}(\varepsilon )>0} et {\displaystyle c=c(\varepsilon )>0,} tel que pour {\displaystyle T\geq T_{0}} et {\displaystyle H=T^{0.5+\varepsilon }}, l'inégalité
{\displaystyle N(T+H)-N(T)\geq cH\log T}
est vrai.
À son tour, Selberg énonce une conjecture relative à des intervalles plus courts, à savoir qu'il est possible de diminuer la valeur de l'exposant a = 0,5 dans
{\displaystyle H=T^{0.5+\varepsilon }.}

## Preuve de la conjecture
En 1984, Anatolii Karatsuba a prouvé,, que pour un {\displaystyle \varepsilon } fixé satisfaisant
{\displaystyle 0<\varepsilon <0.001,}
un T suffisamment grand et
{\displaystyle H=T^{a+\varepsilon },} {\displaystyle a={\tfrac {27}{82}}={\tfrac {1}{3}}-{\tfrac {1}{246}},}
l'intervalle en ordonnée t(T , T + H) contient au moins cH ln(T) zéros de la fonction zêta de Riemann
{\displaystyle \zeta {\Bigl (}{\tfrac {1}{2}}+it{\Bigr )};}
et a ainsi confirmé la conjecture de Selberg.

## Travaux postérieurs
En 1992, Karatsuba a prouvé qu'un analogue de la conjecture de Selberg est valable pour "presque tous" les intervalles ]T , T + H], H = Tε où ε est un nombre positif fixe arbitrairement petit. La méthode de Karatsuba permet d'étudier les zéros de la fonction zêta de Riemann sur des intervalles "supercourts" de la droite critique, c'est-à-dire sur les intervalles ]T , T + H], dont la longueur H croît plus lentement que n'importe quel puissance de T.
En particulier, il a démontrer que pour tout nombre donné ε, ε1 satisfaisant les conditions 0 < ε,ε1 < 1 presque tous les intervalles ]T , T + H ] pour H ≥ exp[(ln T )ε] contiennent au moins H (ln T )1−ε1 zéros de la fonction ζ(1/2 + it). Cette estimation est assez proche du résultat qui découle de l'hypothèse de Riemann.